# Kontakt (single)
Kontakt is een nummer van de Nederlandse band Frank Boeijen Groep uit 1984. Het is de vierde single van hun gelijknamige vierde studioalbum.
Het nummer, waarin de synthesizer een prominente rol heeft, gaat over een man die graag in contact wil komen met zijn geliefde. "Kontakt" behaalde de 2e positie in de Nederlandse Tipparade. Desondanks werd het wel een radiohit en wordt het tot op de dag van vandaag nog regelmatig gedraaid.